# Oral Fixation Tour
Oral Fixation Tour (conhecida como Tour Fijación Oral nos países de Hispanofonia) foi a quarta digressão de concertos da cantora e compositora colombiana Shakira. Foi lançado em apoio ao seu sextos e sétimos álbuns de estúdio Fijación Oral Vol. 1 e Oral Fixation Vol. 2. Começou em 14 de junho de 2006 na Feria De Muestras de Zaragoza, Espanha. Com a assistência da Creative Artists Agency, ela visitou vinte e sete cidades e realizou quarenta e um shows nos cinco continentes. A turnê foi adicionalmente patrocinada pelo fabricante de automóveis espanhol SEAT, com quem Shakira também contou com a colaboração para abrir sua Fundação Pies Descalzos. A turnê concluiu em 9 de julho de 2007 no Turkcell Kuruçeşme Arena em Istambul, Turquia.
A turnê foi a 15ª turnê mais bem sucedida de 2006, cobrando mais de US $ 58,6 milhões, embora esse valor não inclua o valor bruto de 2007, durante o qual 44 shows da turnê aconteceram. No total arrecadou mais de US $ 100 milhões em ambos os anos. E é a sua digressão mais longa até hoje.

## Antecedentes
O guarda-roupa que Shakira usou no show foi projetado por ela e o designer Roberto Cavalli. O palco foi desenhado por Shakira e o artista visual espanhol Jaume de Laiguana. Ela comentou sobre o estadiamento:"[Ele] cuidará da parte da arte, dança e energia do rock and roll". Em 3 de fevereiro de 2007, Shakira estava programada para aparecer na Holanda. Enquanto um estádio cheio - 39 mil pessoas - estavam à espera da cantora, sua administração oficial anunciou que o show deveria ser reprogramado para 17 de março de 2007. Shakira estava doente e tinha sido aconselhada a descansar a voz. Shakira deu a seu gerente a seguinte carta para passar para a multidão:

"Estou muito triste, por não poder tocar esta noite. A Holanda é um dos meus lugares favoritos na Terra e espero fazer esse show há muito tempo. Eu prometo que vou fazer isso quando eu voltar em março para dê-lhes o concerto que o povo holandês merece. Obrigado pelas vossas compreensões. Todo meu amor, Shakira".

## Recepção comercial
Shakira tocou em Mumbai, na Índia, em 25 de março de 2007. Cerca de 20 mil pessoas participaram do concerto. Foi um dos maiores concertos já realizados na Índia por um artista internacional.
Durante o show gratuito que teve lugar no dia 27 de maio de 2007 na Praça da Constituição da Cidade do México, 210 mil fãs estiveram presentes para vê-la, tornando-se o maior concerto de um artista nacional e internacional no México. O recorde anterior foi realizado pelo grupo de rock mexicano Café Tacuba.
Ela quebrou muitos recordes durante essa turnê. Em Atenas, ela é a primeira cantora a fazer um show no Estádio Olímpico, atraindo mais de 40 mil pessoas. Em Timiosara, ela é a única cantora feminina a atuar em Stadionul Dan Păltinişanu (com mais de 30 mil multidões) até 2017. Na American Airlines Center da Miami, ela mantém o registro de ter a maioria dos shows (5 shows) no local como uma artista mulher em uma única turnê. No Cairo, mais de 100 mil pessoas se juntaram a Shakira em seu concerto no platô de Gizé. Isso marca o registro de ter a maioria das multidões na história de concertos egípcios. No Palacio de los Deportes, no México, ela teve 8 shows no local consecutivamente, mantendo o recorde de ter a maioria dos shows no local como uma artista feminina. Ela teve um show esgotado no Estádio Modelo Alberto Spencer, com mais de 42 mil pessoas, tornando-se a única cantora a realizar um show lá. Em Santiago, seu primeiro show na Movistar Arena foi rapidamente esgotado e depois adicionou um segundo show no National Stadium, que também está completamente esgotado.

## Transmissão e gravações

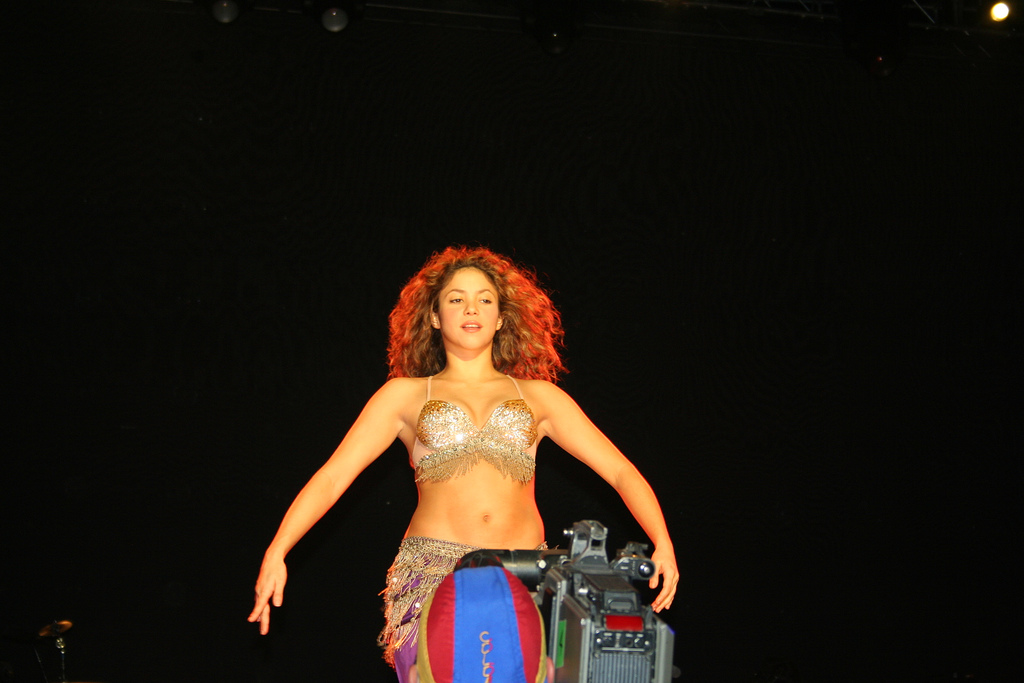
Shakira performando durante a gravação em Miami.

Os shows em Miami, Flórida e San Juan, Porto Rico em dezembro de 2006 foram filmados para um lançamento de DVD. Shakira teve Alejandro Sanz como convidado e eles cantaram juntos "La Tortura". Wyclef Jean também foi um convidado e realizou "Hips Don't Lie" com Shakira. Foi lançado sob o título de Oral Fixation Tour em 12 de novembro de 2007 em todo o mundo. O áudio foi gravado e mixado em estéreo e 5.1 por Gustavo Celis. O lançamento foi bem recebido pelos críticos, que elogiaram o multi-instrumentalismo de Shakira. Também foi bem recebido comercialmente, atingindo o número seis na tabela de Top Videos de Música dos EUA e foi certificado de Platina pela Recording Industry Association of America (RIAA). O álbum rapidamente disparou nas tabelas mexicanas, atingindo o primeiro lugar por duas semanas não consecutivas e permaneceu no top 10 por mais de onze semanas. O show também foi exibido nos cinemas dos Estados Unidos.

## Faixas
1. "Atini al Nay wa ghanni"
2. "Estoy Aquí"
3. "Te Dejo Madrid"
4. "Don't Bother"
5. "Antología"
6. "Hey You"
7. "Inevitable"
8. "Si Te Vas"
9. "Obtener Un Sí"
10. "La Tortura"
11. "No"
12. "Whenever, Wherever"
13. "La Pared"
14. "Underneath Your Clothes"
15. "Pies Descalzos, Sueños Blancos"
16. "Ciega, Sordomuda"
17. "Ojos Así"
18. "Hips Don't Lie"

1. "Atini Al Nay Wa Ghanni"
2. "Estoy Aquí"
3. "Te Dejo Madrid"
4. "Don't Bother"
5. "Antología"
6. "Hey You"
7. "Inevitable"
8. "Si Te Vas"
9. "Obtener Un Sí"
10. "La Tortura"
11. "No"
12. "Suerte"
13. "La Pared"
14. "Día De Enero"
15. "Pies Descalzos, Sueños Blancos"
16. "Ciega, Sordomuda"
17. "Ojos Así"
18. "Hips Don't Lie"

1. "Atini Al Nay Wa Ghanni"
2. "Estoy Aquí"
3. "Don't Bother"
4. "Te Dejo Madrid"
5. "Illegal"
6. "Hey You"
7. "Inevitable"
8. "Si Te Vas"
9. "La Tortura"
10. "No"
11. "Whenever, Wherever"
12. "La Pared"
13. "Dia de Enero"
14. "Underneath Your Clothes"
15. "Pies Descalzos, Sueños Blancos"
16. "Ciega, Sordomuda"
17. "Ojos Así"
18. "Hips Don't Lie"

1. "Atini Al Nay Wa Ghanni"
2. "Estoy Aquí"
3. "Don't Bother"
4. "Te Dejo Madrid"
5. "Illegal"
6. "Antología"
7. "Hey You"
8. "Inevitable"
9. "Si Te Vas"
10. "La Tortura"
11. "No"
12. "Whenever, Wherever"
13. "La Pared"
14. "Día Especial"
15. "Pies Descalzos, Sueños Blancos"
16. "Ciega, Sordomuda"
17. "Ojos Así"
18. "Hips Don't Lie"

## Datas dos shows
A turnê Oral Fixation Tour passou por quatro continentes e 39 países.
| Europa                  |                        |                        |                                             |
| 14 de junho de 2006     | Zaragoza               | Espanha                | Feria De Muestras                           |
| 16 de junho de 2006     | A Coruña               | Espanha                | Instituto Municipal Coruña Espectáculos     |
| 18 de junho de 2006     | Gijón                  | Espanha                | Hipódromo de Las Mestas                     |
| 20 de junho de 2006     | León                   | Espanha                | Campo de Fútbol Antonio Amilivia            |
| 22 de junho de 2006     | Madri                  | Espanha                | Plaza de Toros de Las Ventas                |
| 23 de junho de 2006     | Madri                  | Espanha                | Plaza de Toros de Las Ventas                |
| 25 de junho de 2006     | Pamplona               | Espanha                | Plaza de Toros de Pamplona                  |
| 28 de junho de 2006     | Barcelona              | Espanha                | Palau Sant Jordi                            |
| 30 de junho de 2006     | Málaga                 | Espanha                | Estádio La Rosaleda                         |
| 1 de julho de 2006      | Elche                  | Espanha                | Estadio Manuel Martínez Valero              |
| 3 de julho de 2006      | Las Palmas             | Espanha                | Estadio de Gran Canaria                     |
| 5 de julho de 2006      | Santa Cruz de Tenerife | Espanha                | Estadio Heliodoro Rodríguez López           |
| 14 de julho de 2006     | Zagreb                 | Croácia                | Radnik Stadium                              |
| 17 de julho de 2006     | Timişoara              | Roménia                | Stadionul Dan Păltinişanu                   |
| 20 de julho de 2006     | Atenas                 | Grécia                 | Estádio Olímpico                            |
| 22 de julho de 2006     | Moscow                 | Rússia                 | Praça Vermelha                              |
| América do Norte        |                        |                        |                                             |
| 9 de agosto de 2006     | El Paso                | Estados Unidos         | Don Haskins Center                          |
| 11 de agosto de 2006    | Phoenix                | Estados Unidos         | US Airways Center                           |
| 12 de agosto de 2006    | Las Vegas              | Estados Unidos         | Mandalay Bay Events Center                  |
| 15 de agosto de 2006    | Los Angeles            | Estados Unidos         | Staples Center                              |
| 16 de agosto de 2006    | San Diego              | Estados Unidos         | iPayOne Center                              |
| 18 de agosto de 2006    | Anaheim                | Estados Unidos         | Arrowhead Pond                              |
| 19 de agosto de 2006    | San Jose               | Estados Unidos         | HP Pavilion                                 |
| 21 de agosto de 2006    | San Jose               | Estados Unidos         | HP Pavilion                                 |
| 25 de agosto de 2006    | Chicago                | Estados Unidos         | United Center                               |
| 26 de agosto de 2006    | Toronto                | Canadá                 | Air Canada Centre                           |
| 29 de agosto de 2006    | Washington DC          | Estados Unidos         | Verizon Center                              |
| 1 de setembro de 2006   | Atlantic City          | Estados Unidos         | Mark G. Etess Arena                         |
| 2 de setembro de 2006   | Atlantic City          | Estados Unidos         | Mark G. Etess Arena                         |
| 4 de setembro de 2006   | Uncasville             | Estados Unidos         | Mohegan Sun Arena                           |
| 5 de setembro de 2006   | Boston                 | Estados Unidos         | TD Banknorth Garden                         |
| 7 de setembro de 2006   | New York               | Estados Unidos         | Madison Square Garden                       |
| 8 de setembro de 2006   | New York               | Estados Unidos         | Madison Square Garden                       |
| 12 de setembro de 2006  | Atlanta                | Estados Unidos         | Philips Arena                               |
| 13 de setembro de 2006  | Orlando                | Estados Unidos         | TD Waterhouse Centre                        |
| 15 de setembro de 2006  | Miami                  | Estados Unidos         | American Airlines Arena                     |
| 16 de setembro de 2006  | Miami                  | Estados Unidos         | American Airlines Arena                     |
| 19 de setembro de 2006  | Houston                | Estados Unidos         | Toyota Center                               |
| 20 de setembro de 2006  | Corpus Christi         | Estados Unidos         | American Bank Center                        |
| 22 de setembro de 2006  | San Antonio            | Estados Unidos         | AT&T Center                                 |
| 23 de setembro de 2006  | Dallas                 | Estados Unidos         | American Airlines Center                    |
| 25 de setembro de 2006  | Hidalgo                | Estados Unidos         | Dodge Arena                                 |
| 26 de setembro de 2006  | Hidalgo                | Estados Unidos         | Dodge Arena                                 |
| 30 de setembro de 2006  | Cidade do México       | México                 | Palacio de los Deportes                     |
| 1 de outubro de 2006    | Cidade do México       | México                 | Palacio de los Deportes                     |
| 3 de outubro de 2006    | Cidade do México       | México                 | Palacio de los Deportes                     |
| 4 de outubro de 2006    | Cidade do México       | México                 | Palacio de los Deportes                     |
| 7 de outubro de 2006    | Cidade do México       | México                 | Palacio de los Deportes                     |
| 8 de outubro de 2006    | Cidade do México       | México                 | Palacio de los Deportes                     |
| 10 de outubro de 2006   | Cidade do México       | México                 | Palacio de los Deportes                     |
| 11 de outubro de 2006   | Cidade do México       | México                 | Palacio de los Deportes                     |
| 13 de outubro de 2006   | Monterrey              | México                 | Estadio Universitario                       |
| 15 de outubro de 2006   | Guadalajara            | México                 | Arena VFG                                   |
| América Central         |                        |                        |                                             |
| 4 de novembro de 2006   | Guatemala City         | Guatemala              | Estadio Mateo Flores                        |
| 6 de novembro de 2006   | San Salvador           | El Salvador            | Estádio Jorge "Mágico" González             |
| 9 de novembro de 2006   | Cidade do Panamá       | Panamá                 | Figali Convention Center                    |
| América do Sul          |                        |                        |                                             |
| 11 de novembro de 2006  | Caracas                | Venezuela              | Aeropuerto La Carlota                       |
| 15 de novembro de 2006  | Barranquilla           | Colômbia               | Estadio Metropolitano                       |
| 17 de novembro de 2006  | Bogotá                 | Colômbia               | Simón Bolívar Park                          |
| 19 de novembro de 2006  | Cáli                   | Colômbia               | Estádio Olímpico Pascual Guerrero           |
| 21 de novembro de 2006  | Santiago               | Chile                  | Movistar Arena                              |
| 22 de novembro de 2006  | Santiago               | Chile                  | Estadio Nacional                            |
| 24 de novembro de 2006  | Buenos Aires           | Argentina              | Estadio Vélez Sársfield                     |
| 25 de novembro de 2006  | Buenos Aires           | Argentina              | Estadio Vélez Sársfield                     |
| 28 de novembro de 2006  | Lima                   | Peru                   | Hipódromo de Monterrico                     |
| 30 de novembro de 2006  | Guayaquil              | Equador                | Estadio Modelo Alberto Spencer Herrera      |
| 2 de dezembro de 2006   | Quito                  | Equador                | Coliseo General Rumiñahui                   |
| América do Norte        |                        |                        |                                             |
| 7 de dezembro de 2006   | Miami                  | Estados Unidos         | AmericanAirlines Arena                      |
| 8 de dezembro de 2006   | Miami                  | Estados Unidos         | AmericanAirlines Arena                      |
| 9 de dezembro de 2006   | Miami                  | Estados Unidos         | AmericanAirlines Arena                      |
| 13 de dezembro de 2006  | San Juan               | Porto Rico             | Coliseu José Miguel Agrelot                 |
| 15 de dezembro de 2006  | San Juan               | Porto Rico             | Coliseu José Miguel Agrelot                 |
| 16 de dezembro de 2006  | San Juan               | Porto Rico             | Coliseu José Miguel Agrelot                 |
| 19 de dezembro de 2006  | Santo Domingo          | República Dominicana   | Estadio Félix Sánchez                       |
| Europa                  |                        |                        |                                             |
| 25 de janeiro de 2007   | Hamburg                | Alemanha               | Color Line Arena                            |
| 26 de janeiro de 2007   | Berlim                 | Alemanha               | Max-Schmeling-Halle                         |
| 28 de janeiro de 2007   | Antwerp                | Bélgica                | Sportpaleis Antwerp                         |
| 31 de janeiro de 2007   | Hannover               | Alemanha               | TUI Arena                                   |
| 1 de janeiro de 2007    | Mannheim               | Alemanha               | SAP Arena                                   |
| 16 de fevereiro de 2007 | Paris                  | França                 | Palais omnisports de Paris-Bercy            |
| 18 de fevereiro de 2007 | Munich                 | Alemanha               | Olympiahalle                                |
| 19 de fevereiro de 2007 | Munich                 | Alemanha               | Olympiahalle                                |
| 21 de fevereiro de 2007 | Zurique                | Suíça                  | Hallenstadion                               |
| 22 de fevereiro de 2007 | Zurique                | Suíça                  | Hallenstadion                               |
| 25 de fevereiro de 2007 | Stuttgart              | Alemanha               | Schleyerhalle                               |
| 27 de fevereiro de 2007 | Milão                  | Itália                 | Datch Forum                                 |
| 2 de março de 2007      | Leipzig                | Alemanha               | Arena                                       |
| 3 de março de 2007      | Praga                  | Chéquia                | Sazka Arena                                 |
| 5 de março de 2007      | Budapeste              | Hungria                | Budapest Sports Arena                       |
| 6 de março de 2007      | Viena                  | Áustria                | Wiener Stadthalle                           |
| 9 de março de 2007      | Aalborg                | Dinamarca              | Gigantium                                   |
| 11 de março de 2007     | Oslo                   | Noruega                | Oslo Spektrum                               |
| 12 de março de 2007     | Stockholm              | Suécia                 | Stockholm Globe Arena                       |
| 14 de março de 2007     | Helsinki               | Finlândia              | Hartwall Areena                             |
| 17 de março de 2007     | Arnhem                 | Países Baixos          | GelreDome                                   |
| 18 de março de 2007     | Londres                | Reino Unido            | The O2 Arena                                |
| 21 de março de 2007     | Oberhausen             | Alemanha               | König Pilsener Arena                        |
| Ásia                    |                        |                        |                                             |
| 23 de março de 2007     | Dubai                  | Emirados Árabes Unidos | Dubai Autodrome                             |
| 25 de março de 2007     | Mumbai                 | Índia                  | MMRDA Grounds                               |
| África                  |                        |                        |                                             |
| 28 de março de 2007     | Cairo                  | Egito                  | Giza Plateau Complex                        |
| Europa                  |                        |                        |                                             |
| 30 de março de 2007     | Granada                | Espanha                | Plaza de Toros                              |
| 31 de março de 2007     | Torrevieja             | Espanha                | Parque Antonio Soria                        |
| 2 de abril de 2007      | Santander              | Espanha                | Coliseo de Santander                        |
| 4 de abril de 2007      | Lisboa                 | Portugal               | Pavilhão Atlântico                          |
| 8 de abril de 2007      | Cologne                | Alemanha               | Kölnarena                                   |
| América do Norte        |                        |                        |                                             |
| 9 de maio de 2007       | Culiacán               | México                 | Estadio General Angel Flores                |
| 11 de maio de 2007      | Aguascalientes         | México                 | Estadio Victoria                            |
| 13 de maio de 2007      | Cidade do México       | México                 | Foro Sol                                    |
| 16 de maio de 2007      | Queretaro              | México                 | Estadio La Corregidora\|Estadio Corregidora |
| 18 de maio de 2007      | Veracruz               | México                 | Estadio Luis de la Fuente                   |
| 20 de maio de 2007      | Puebla                 | México                 | Fundación Universidad de las Américas       |
| 23 de maio de 2007      | Chihuahua              | México                 | Estadio Universidad de Chihuahua            |
| 24 de maio de 2007      | Torreón                | México                 | Estadio Revolución                          |
| 26 de maio de 2007      | San Luis Potosí        | México                 | Estadio Alfonso Lastras Ramírez             |
| 27 de maio de 2007      | Cidade do México       | México                 | El Zócalo                                   |
| 30 de maio de 2007      | Monterrey              | México                 | Auditorio Coca-Cola                         |
| Europa                  |                        |                        |                                             |
| 9 de julho de 2007      | Istanbul               | Turquia                | Kurucesme Arena                             |
| 23 de dezembro de 2007  | Tbilisi                | Geórgia                | Rike Square                                 |

## Banda de apoio Tour Oral Fixation
- Guitarras e Direção Musical: Tim Mitchell.
- Guitarras Lap Steel: Ben Peller.
- Bateria: Brendan Buckley.
- Percussão: Archie Pena.
- Coros: Olgui Chirino.
- Baixo: Jon Buton.
- Teclados e duetos: Albert Menendez.